# Boston
Boston este capitala, cel mai mare oraș din Massachusetts și este unul dintre cele mai vechi orașe din Statele Unite ale Americii. Cel mai mare oraș din New England, Boston este considerat neoficial capitala acestei regiuni istorice, datorită impactului economic și cultural pe care îl are. Orașul propriu-zis avea o populație estimată în 2009 la 645.169 de oameni, ceea ce face Boston al douăzecilea ca mărime din SUA. Boston este, de asemenea, centrul unei zone metropolitane cu mult mai mari, numită Greater Boston, cu o populație de 4,5 milioane de persoane și a zecea aglomerare metropolitană din SUA. Greater Boston ca regiune include șase comitate ale statului Massachusetts: Essex, Middlesex, Norfolk, Suffolk, Plymouth, Worcester, partea de nord a comitatului Bristol, toată zona Rhode Island și părți din New Hampshire, această regiune ajungând la 7,6 milioane de locuitori, fiind astfel al cincilea cel mai mare conglomerat de comitate din Statele Unite ale Americii.
În 1630, coloniștii puritani din Anglia au fondat orașul Boston pe Peninsula Shawmut. De-a lungul secolului al XVIII-lea, Boston a fost locul multora dintre evenimentele importante ale Revoluției Americane, inclusiv Masacrul din Boston și Boston Tea Party. Mai multe dintre primele bătălii ale războiului american de independență, cum ar fi Bătălia de la Bunker Hill și Asediul din Boston, au avut loc în oraș și zonele înconjurătoare. Prin îmbunătățiri funciare și anexarea municipală, Boston și-a extins granițele dincolo de peninsula Shawmut. După obținerea independenței de către Statele Unite, Boston a devenit un important port maritim și centru de producție, iar bogata sa istorie atrage astăzi peste 20 de milioane de vizitatori anual. Orașul a fost locul multor premiere, printre care prima școală publică din SUA, Boston Latin School (1635), și primul sistem de metrou din Statele Unite ale Americii (1897).
Cu multe colegii și universități din zona orașului și din jur, Boston este un centru internațional al învățământului superior și un centru de cercetări în medicină. Economia orașului este, de asemenea, bazată pe cercetare, electronică, inginerie, finanțe, tehnologie de ultimă generație, în principal biotehnologie. Ca urmare, orașul este un centru financiar foarte important, al 14-lea în topul Z/Yen al primelor 20 de centre financiare mondiale. Orașul a fost clasat pe locul întâi pentru inovații, atât în America de Nord cât și la nivel global. Recent, Bostonul s-a confruntat cu o dislocare socio-culturală, care s-a manifestat printr-o achiziționare de terenuri de către oameni cu o stare materială peste medie în zone de locuite de oameni cu o stare materială medie, și este printre orașele cu cele mai mari costuri de trai din Statele Unite, dar rămâne totuși foarte sus în topurile de habitabilitate la nivel mondial, pe poziția a treia în SUA și 37 la nivel global.

## Zona metropolitană
Orașul propriu-zis se găsește în centrul ariei metropolitane numită Boston CMSA (Consolidated Metropolitan Statistical Area), cea de-a șaptea ca mărime din Statele Unite. Această zonă metropolitană extinsă cuprinde și părți din statele New Hampshire, Maine, Rhode Island și Connecticut. Orașul se găsește în centrul zonei metropolitane, Greater Boston, care include și orașele Cambridge, Brookline, Quincy, Newton și multe alte comunități suburbane situate mai departe de inima orașului Boston.

## Istorie

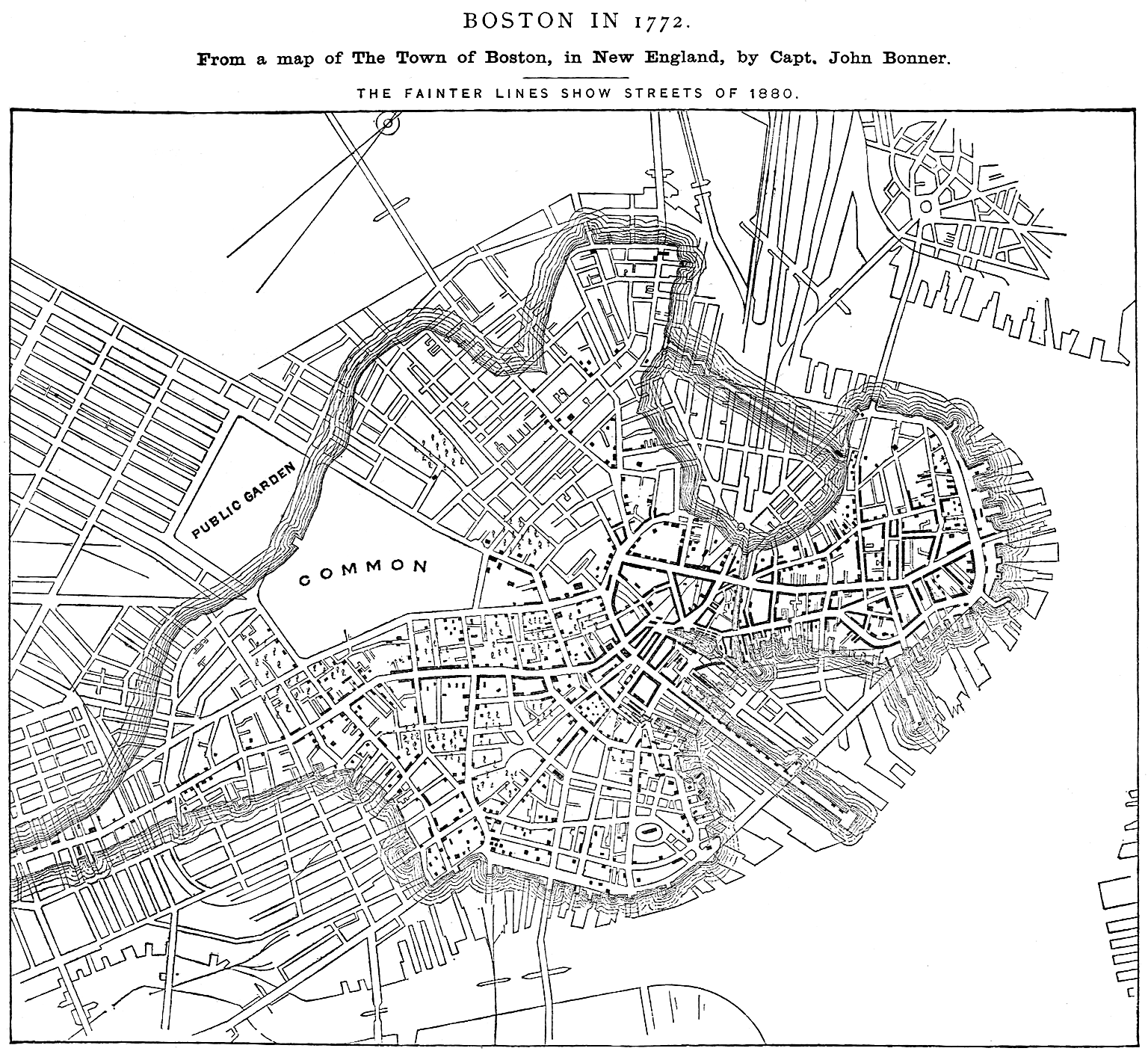
Hartă a orașului Boston în 1772.

Boston a fost fondat pe 17 septembrie 1630, de către coloniștii puritani din Anglia.Puritanii din Colonia Massachusetts Bay sunt uneori confundați cu pelerinii, care au fondat Colonia Plymouth zece ani mai devreme în locul unde se află astăzi Bristol County, Plymouth County, și Barnstable County și Massachusetts. Cele două grupuri, care au variat în practică religioasă, sunt istoric distincte. Coloniile separate, nu s-au unit până la formarea provinciei Massachusetts Bay în 1691.
Peninsula Shawmut este conectată la continent printr-un istm îngust și este înconjurat de apele golfului Massachusetts și Back, un estuar al râului Charles. Mai multe situri arheologice nativ-americane  care au fost descoperite în oraș au arătat că peninsula a fost locuită încă din 5000 î.Hr.
Primii coloniști europeni au numit prima dată zona unde este acum Boston, Trimountaine, dar redenumit mai târziu după Boston, Lincolnshire, Anglia, de unde au emigrat majoritatea coloniștilor. Guvernatorul original al  coloniei Massachusetts Bay, John Winthrop, a dat o predică celebră intitulată  "Un model creștin de caritate", cunoscută mai popular ca predica "Orașul de pe deal", care a îmbrățișat ideea că Boston a avut un legământ special cu Dumnezeu. (Winthrop a condus, de asemenea, semnarea Acordului de la Cambridge, care este privit ca un document fondator cheie pentru oraș.) Etica puritană a modelat o societate stabilă și bine structurată pentru Boston. De exemplu, la scurt timp după crearea orașului Boston, puritanii au fondat prima școală publică din America, Boston Latin School(1635). Între 1636 și 1698, șase epidemii majore de variolă au atins Boston și au cauzat un număr semnificativ de decese. Boston a fost cel mai mare oraș din America de Nord britanică până la mijlocul secolului 18, când a fost întrecut de Philadelphia.    
Harta arată o evaluare britanică tactică a orașului  Boston în 1775.
În anii 1770, încarcerările britanice de a exercita un control mai strict peste cele treisprezece colonii, în principal prin impozitare-au condus la Revoluția Americană. Masacrul din Boston, Boston Tea Party, și mai multe lupte timpurii, inclusiv Bătălia de la Lexington și Concord, bătălia de la Bunker Hill, și asediul din Boston, au avut loc în sau în apropierea orașului. În această perioadă, Paul Revere a făcut faimoasa sa plimbare de la miezul nopții. După Revoluție, Boston a devenit una dintre cele mai bogate porturi de comerț internațional din lume din cauza tradiției orașului pentru comerțul pe mare. Exporturile includeau rom, pește, sare, și tutun. În această perioadă, descendenți ai vechilor familii Boston au fost considerate ca elitele națiunii din punct de vedere social și cultural mai târziu luând numele de Brahmins Boston.

Actul de Embargo de la 1807, adoptat în timpul războaielor napoleoniene, și Războiul din 1812 au redus în mod semnificativ activitatea portului Boston. Deși comerțul exterior a revenit după încetarea ostilităților, negustorii din Boston au găsit alternative pentru investiții între timp. Manufactura a devenit o componentă importantă a economiei orașului, și de la mijlocul secolului al 19-lea, manufactura industrială a orașului a depășit comerțul internațional ca prioritate economică. Până la începutul secolului 20, Boston a rămas unul din centrele națiunii cu cea mai mare productivitate și a rămas în istorie pentru producția de îmbrăcăminte și pentru industria pielăriei.O rețea de râuri mici, ce înconjurau orașul și conectarea acestuia la regiunea înconjurătoare au dus la un transport ușor de bunuri și au condus la o proliferare de mori și fabrici. Mai târziu, o rețea densă de căi ferate a adus un mare plus industriei din regiune și comerțului. De la mijlocul secolului al 19-lea , Boston înflorit cultural. A devenit renumit pentru cultura sa rarefiată literar și patronajului artistic generos. De asemenea, a devenit un centru al mișcării aboliționiste.

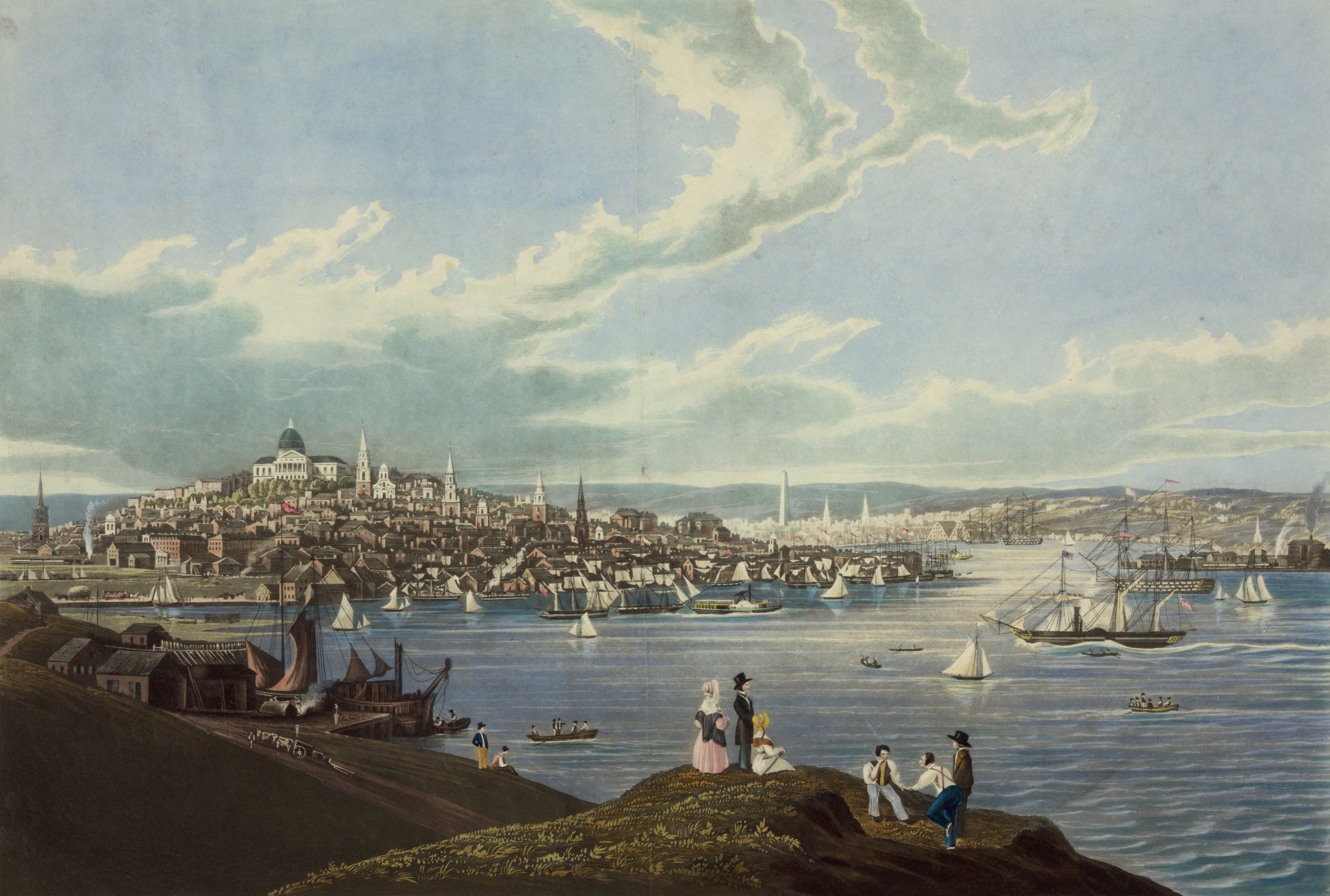
Imagine a orașului Boston din Dorcester Heights în 1841.

Orașul a reacționat puternic la Legea Fugitive Slave din 1850, care a contribuit la încercarea președintelui Franklin Pierce de a face un exemplu din Boston, după cazul Fugitive Slave Burns.

În 1822, cetățenii din Boston au votat pentru a schimba numele oficial de la "The town of Boston" a "The city of Boston", și la 04 martie 1822, oamenii din Boston au acceptat scrierea care încorporează orașul. La momentul când Boston a fost definit ca un oraș, populația sa era de aproximativ 46,226, în timp ce zona adiacentă orașului era de numai 4,7 mile pătrate (12 km2). În anii 1820, populația din Boston a început să se crească odată cu componența etnică a orașului care s-a schimbat dramatic cu primul val de imigrații europene. Imigranții irlandezi au dominat primul val de nou-veniți în această perioadă. Până în 1850, aproximativ 35.000 de irlandezi au trăit în Boston. În a doua jumătate a secolului al 19-lea orașul a văzut un număr tot mai mare de irlandezi, germani, libanezi, sirieni, canadieni, francezi, ruși și polonezi și evrei ce se stabileau în oraș. 

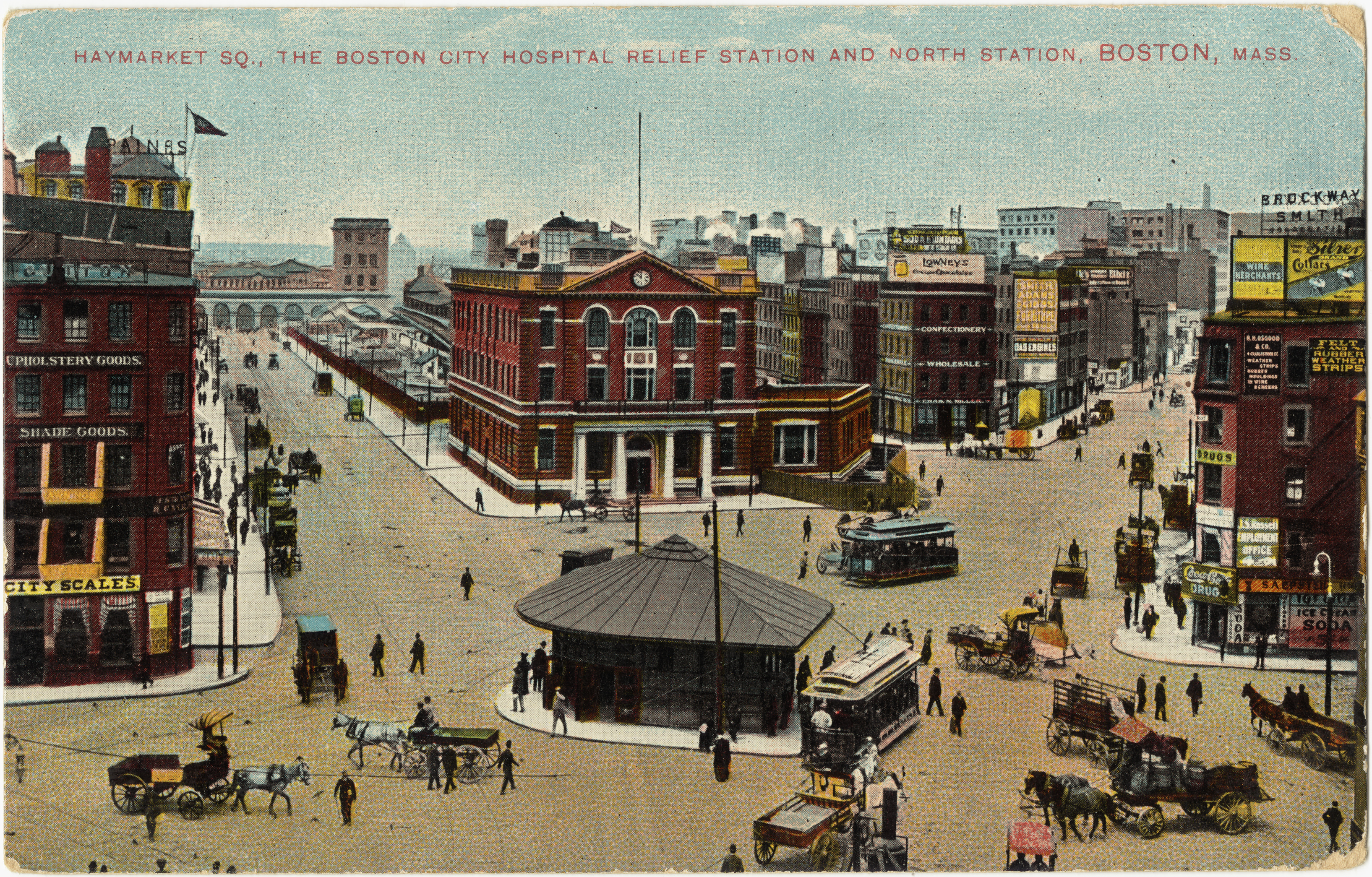
Piața Haymarket în 1909.

Până la sfârșitul secolului 19, cartierele orașului Boston de bază au devenit enclave etnice distincte cu imigranți italieni în North End, irlandezi în South Boston și Charlestown, și evreii și ruși în West End. Imigranții irlandezi și italieni au adus cu ei romano-catolicismul. În prezent, catolicii alcătuiesc în Boston cea mai mare comunitate religioasă, și de la începutul secolului 20, irlandezii au jucat un rol major în politica orașului Boston, nume cunoscute fiind Kennedy, Tip O'Neill, și John F. Fitzgerald.

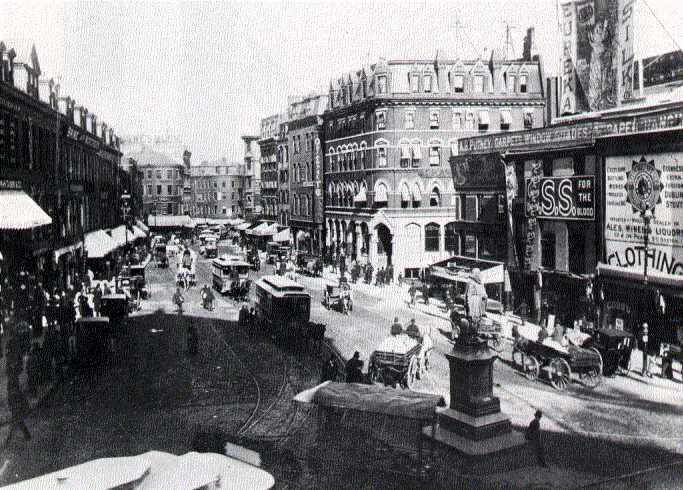
Piața Scollay în 1880.

Între 1631 și 1890, orașul și-a triplat dimensiunea sa fizică cu ajutorul îmbunătățirilor funciare, prin construirea în mlaștini, noroi, și a completării spațiilor  între pontoane de-a lungul malului -un proces care Walter Muir Whitehill l-a numit "reducerea dealurilor pentru a umple golfuri ". Cele mai mari eforturi de regenerare au avut loc în timpul secolului 19. Începând cu 1807, coroana Beacon Hill a fost folosită pentru a umple un iaz de 50 de acri (20 ha), care mai târziu a devenit zona Piața Haymarket.Azi State House stă deasupra acestei zone coborâte, Beacon Hill. Proiectele de regenerare din mijlocul secolului au creat părți semnificative ale South End, West End, ale districtului financiar, și zonei Chinatown.

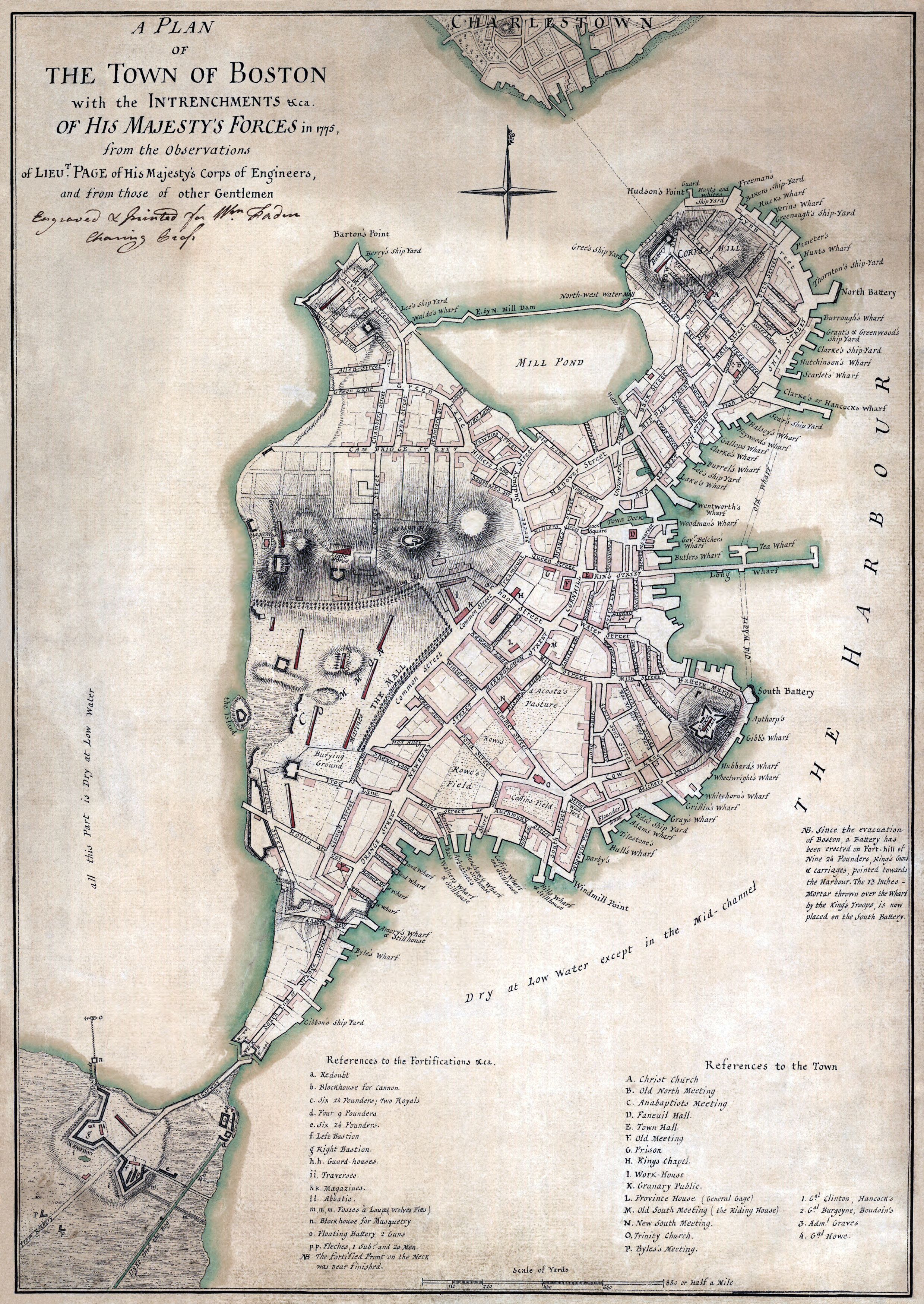
Hartă ce prezintă o evaluare tactică a britanicilor în Boston la 1775.

După Marele Incendiu din Boston din 1872, siturile de construcții au fost utilizate ca  depozit de deșeuri de-a lungul frontului de apă din centrul orașului.În mijlocul secolului al 19-lea, muncitorii au umplut aproape 600 de acri (2,4 km A²) din salmastră Charles River, mlaștinile din vestul Boston-ului cu pietriș adus de pe calea ferată de pe dealurile de Needham Heights. De asemenea, orașul a anexat orașele învecinate ca South Boston (1804), Boston Est (1836), Roxbury (1868), Dorchester (inclusiv în ziua de azi Mattapan și o porțiune de Sud Boston) (1870), Brighton (1874), West Roxbury,(1874), Charlestown (1874), și Hyde Park(1912).
Alte propuneri, pentru anexare au fost Brookline, Cambridge,și Chelsea, dar nu au avut succes.
Până la începutul secolului și la mijlocul secolului 20, orașul a fost în declin din cauza fabricilor  vechi și depășite, și întreprinderile au fost mutate din regiune pentru forța de muncă mai ieftină din altă parte. Boston a răspuns prin inițierea de diverse proiecte de renovare urbană sub îndrumarea BRA(Boston Renewal Association), care a fost înființată în 1957. În 1958, BRA a inițiat un proiect pentru a îmbunătăți cartierul istoric West End. Extensia de demolare a fost întâmpinată cu opoziție publică gălăgioasă. BRA a reevaluat ulterior abordarea sa a reînnoirii urbane în proiectele sale viitoare, inclusiv construirea The Guvern Center.
În 1965, primu centru comunitar de sănătate din Statele Unite s-a deschis, "Columbia Point Community Health Center", poziționat în cartierul Dorchester. Ea a servit mai ales complexului Columbia Point, care a fost construit în 1953. Centrul de sănătate este încă în funcțiune și a fost redenumit în 1990 ca "The Geiger-Gibson Community Healthcare Center”.

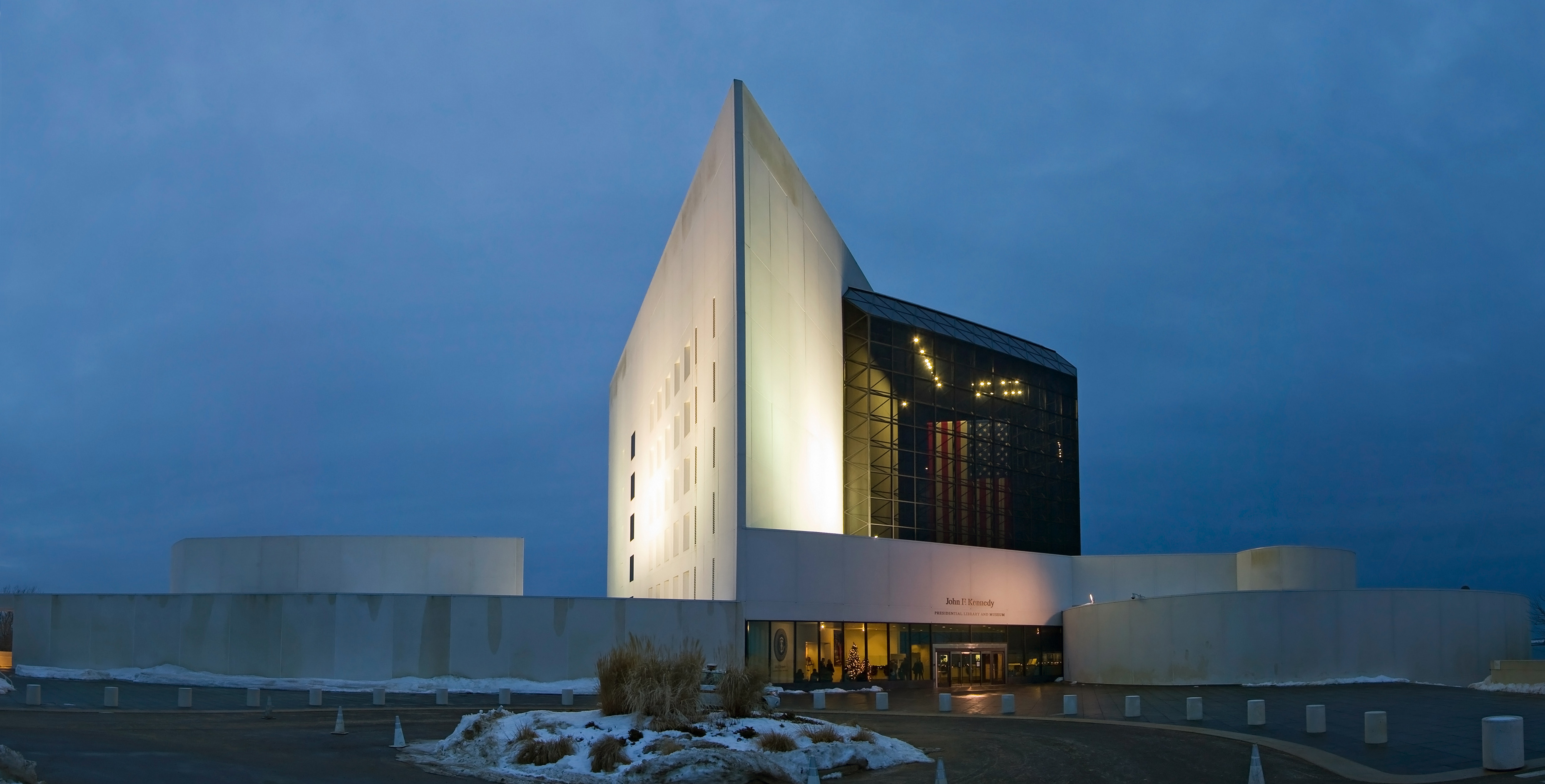
Biblioteca John F. Kennedy, situată pe peninsula Columbia Point în 2007.

Prin anii 1970, economia orașului explodat după 30 de ani de recesiune economică.Un număr mare de clădiri mari au fost construite în districtul financiar și în Boston Back Bay în această perioadă de timp. Această explozie a continuat în mijlocul anilor 1980 oprinduse  și mai târziu începând din nou. Boston are acum al doilea cel mai mare Skyline(cel mai înalt front de clădiri) din nord-est (după New York), în ceea ce privește numărul de clădiri ce ajung la o înălțime de peste 500 de picioare (150 m). Spitalele, cum ar fi Massachusetts General Hospital, Beth Israel Deaconess Medical Center, și Brigham și Spitalul de Femei sunt cele ce duc națiunea înspre inovație medicală și bună îngrijire a pacientului. Școli, cum ar fi Universitatea din Boston, Harvard Medical School, Universitatea Northeastern, și Conservatorul din Boston atrage studenții în zona. Cu toate acestea, orașul a cunoscut conflictul de plecare în 1974 care a dus la tulburări și violentă în școlile publice în întreaga perioadă a mijlocului anilor 1970.
În 1984, orașul Boston a dat control peste complexul de locuințe Columbia Point la un dezvoltator privat, care  a redezvoltat și a revitalizat această proprietate de la starea sa de descompunere foarte periculoasă pentru locuitori, într-o comunitate rezidențială atractivă numit Harbor Point Apartments, care și-a deschis porțile  în 1988 și a fost finalizată în 1990. Acesta a fost primul proiect pentru locuințe federale ce au fost convertite în locuințe private, amestecate cu venituri în Statele Unite, și a servit ca model pentru federal HUD HOPE VI programul de locuințe publice, revitalizare, care a început în 1992. 
La începutul secolului 21 orașul a devenit un centru intelectual, tehnologic și politic. Orașul a cunoscut însă o pierdere de instituții regionale, care a inclus achiziționarea The Boston Globe(publicație) de către The New York Times(publicație), și o pierdere prin fuziuni și achiziții a instituțiilor financiare locale, cum ar fi FleetBoston Financial, care a fost achiziționată de către Charlotte cu ajutorul Bank of America în 2004. Cu sediul în Boston departamentul de magazine Iordania Marsh și Filene au fuzionat,cu Macy's. Costul de trai au crescut, iar Boston are unul dintre cele mai mari costuri de trai în Statele Unite ale Americii, și a fost clasat pe locul 99 cel mai scump oraș major în lume printrun într-un sondaj realizat în 2008 cu 143 orașe. În ciuda costurilor., Boston se află pe locul 35 într-un clasament de locuibilitate la nivel mondial în calitate de trai, în 2009, într-un studiu major ce conținea 215 orașe.
Partea de nord a Boston-ului în urma achiziționărilor de terenuri în zone locuite de persoane cu venit mediu de către persoane cu un venit peste medie.
Pe 15 aprilie 2013 în timpul maratonului care se desfășura în oraș au fost detonate două bombe, atentatul soldându-se cu 3 morți și 183 de răniți.

## Geografie
Datorită fondării sale timpurii, Boston este foarte compact. Conform United States Census Bureau, orașul are o suprafață totală de 89,6 mile pătrate (232.1 km A²) -48.4 mile pătrate (125.4 km A²) (54,0%) de terenuri și 41.2 mile pătrate (106.7 km A²) (46,0%) din apă. Boston este al 4-lea cel mai populat oraș dint țară lucru care nu este obișnuit unui oraș mai mare din zona lui metropolitană.
Acest lucru se datorează în mare parte anexări New England. Dintre orașele Statelor Unite cu mai mult de 600.000 de persoane, doar San Francisco este mai mică ca suprafața de teren. Boston este înconjurat de "Greater Boston" regiune ce se învecinează cu orașele și satele din Winthrop, Revere, Chelsea, Everett, Somerville, Cambridge, Watertown, Newton, Brookline, Needham, Dedham, Canton, Milton, și Quincy. Râul Charles separă Cambridge Boston, Watertown de Charlestown. La est se află Boston Harbor și Insulele National Recreation Area (BHINRA), care includ o parte din teritoriul orașului, în special vițel Island, Gallop Island,Brewster Island, Green Island, Little Brewster Island, Little vițel Island, Long Island, Lovells Island, Insula Brewster Mijlociu, Nixes Mate, Insula Brewster exterioară, Insula Rainsford, Shag Rocks, Insula Glasses, Graves, și Insula Thompson. Râul Neponset formează granița dintre cartierele de sud din Boston și orașul Quincy și orașul Milton.

Mystic River separă Charlestown de la Chelsea și Everett, și Creek Chelsea și Harbor separă Boston Est de Boston(orașul propriu-zis). Altitudinea la care e plasat orașul Boston, măsurată la Aeroportul Internațional Logan,  este de 19 ft (5,8 m) deasupra nivelului mării. Cel mai înalt punct din Boston este Bellevue Hill, la 330 ft (101 m) deasupra nivelului mării, iar cel mai jos punct este la nivelul mării.

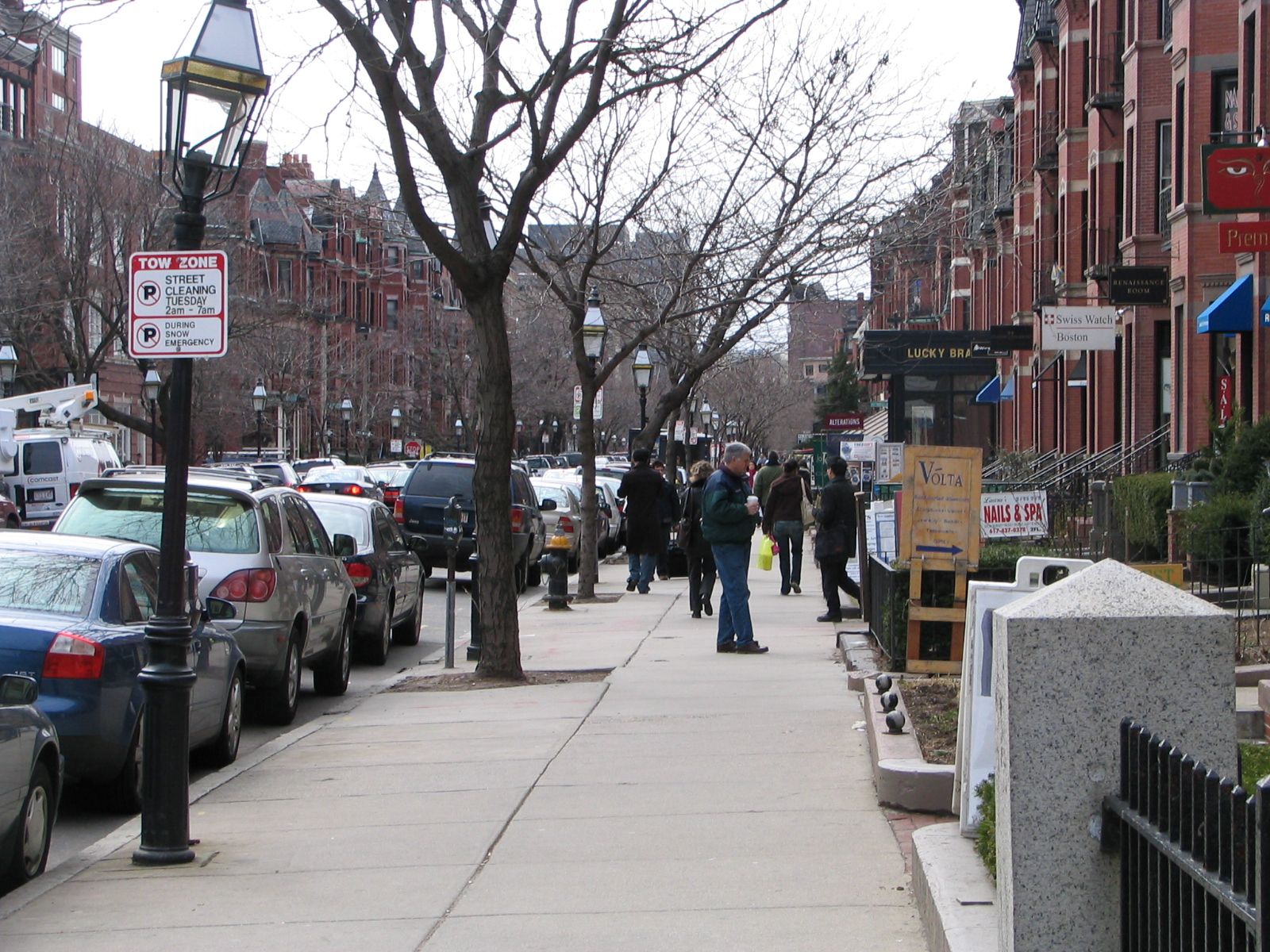
Strada Newburry, localizată în cartierul Back Bay reprezintă un district foarte important pentru cumpărături pentru Boston.

O mare parte din Back Bay și cartierele din South End sunt construite pe terenuri recuperate de pământ de la două din cele trei dealuri originale ale Boston-ului, a fost folosit ca material de depozitele de deșeuri. Numai Beacon Hill-cel mai mic dintre cele trei dealuri originale a rămas parțial intact, numai jumătate din înălțimea sa a fost redusă pentru depozitele de deșeuri. Zona centrală a orașului și împrejurimile imediate constau în cea mai mare parte din cărămidă joasă sau clădiri de piatră, cu multe clădiri vechi în stil Federal. Mai multe dintre aceste clădiri se amestecă cu clădiri moderne, în special în districtul financiar, Centrul Guvernului, South Boston Waterfront, și Back Bay, care include multe repere proeminente, cum ar fi Biblioteca Publică din Boston, Christian Science Center, Copley Square, Newbury Street, și New England celor mai înalte clădiri-John Hancock Tower și Centrul Prudential.

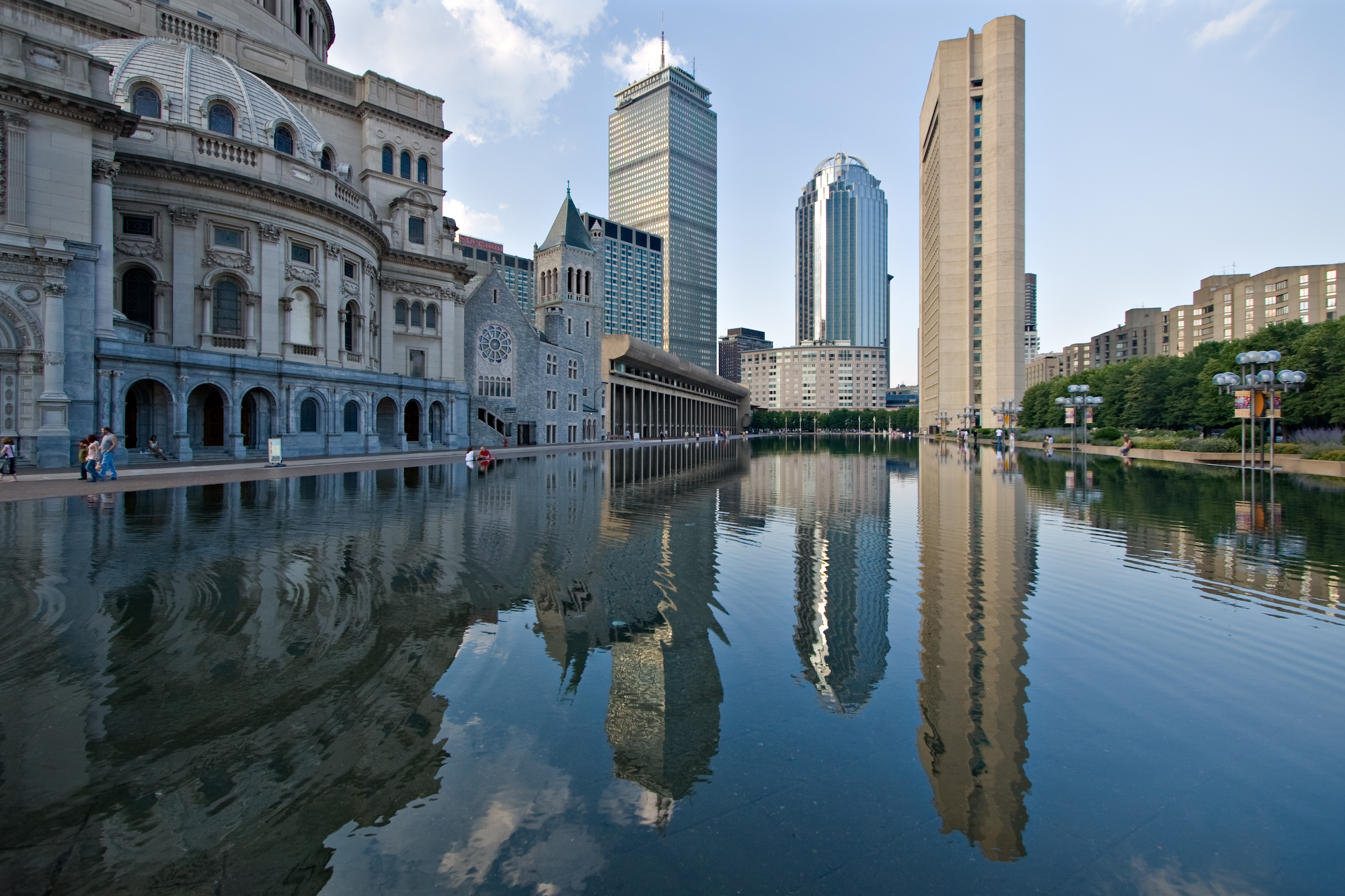
Sediul "Bisericii lui Hristos" din golful Back reflectat în piscina amenajată. Clădirile înalte din fundal sunt Turnul Prudential si 111 Huntigton Avenue.

Lângă turnul John Hancock este vechea clădire de birouri John Hancock  cu al său proeminent far pentru prognoza meteo -culoarea luminii determină prognoza meteo: "albastru de echilibru, vedere clară; cer clar. roșu de echilibru, ploaie; zăpada: roșie intermitentă, în schimb ". (În vară, intermitent roșu indică în schimb că un joc al echipei Red Sox a fost amânat din cauza ploii.) Zonele comerciale mai mici sunt intercalate printre case familiale și case multifamiliale din lemn / cărămidă așezate într-un rând dealungul străzii. În prezent, South End Historic District rămâne cel mai mare cartier supraviețuitor din epocă victoriană din Statele Unite. Împreună cu centrul orașului, geografia din South Boston a fost deosebit de afectată de Artera Centrală / Tunnel (CA / T) de proiect (sau " Big Dig "). Terenul instabil recuperat în South Boston a pus probleme speciale pentru tuneluri . În zona centrala, CA / T Proiectul a permis înlăturarea plantelor inestetice crescute în Artera Centrală și încorporarea de noi spații verzi și zone deschise.  

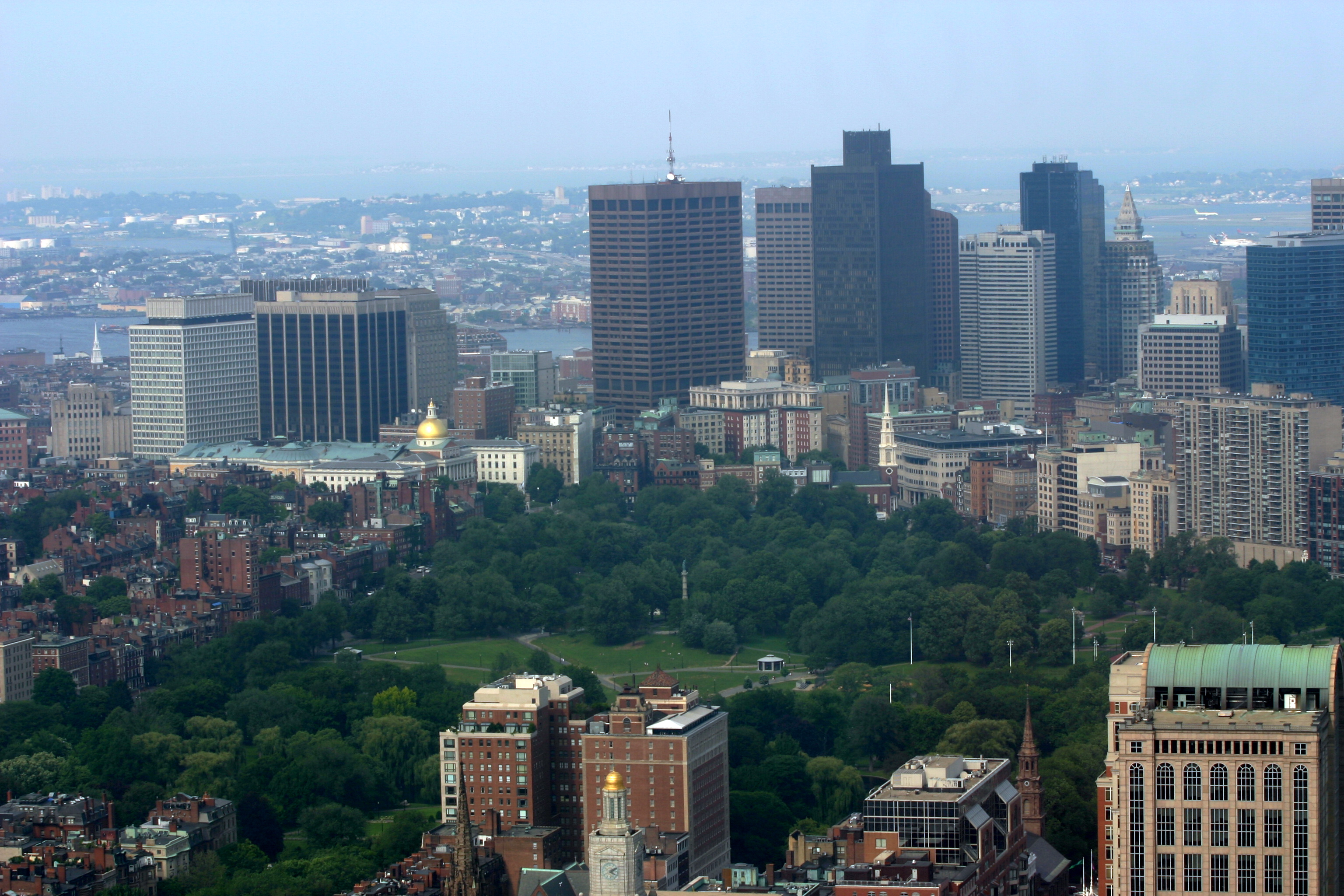
Boston Common văzut din observatorul Prudential Skywalk, o punte de observare aflată la etajul 50 al clădirii Prudential Tower.

Boston Common localizat lîngă Districtul Financiar și Beacon Hill, este cel mai vechi parc public din Statele Unite. Împreună cu Grădina Publică din Boston inclusă în Boston Common, fac parte din "Lanțul de Smaralde", un lanț de parcuri create de Frederick Law Olmsted pentru a încercui orașul. Lacul Jamaica face și el parte din "Lanțul de Smaralde", și este cel mai mare "pachet" de apă proaspătă din oraș. Parcul Franklin, care face și el parte din lanț, este cel mai mare parc al orașului incluzând în el și Grădina zoologică Franklin Park recunoscută în toată regiunea New England. Alt parc important este parcul Esplanade, localizat pe malurile râului Charles. "The Hatch Shell" un loc pentru concerte în aer liber, este localizată adiacent parcului Esplanade. Alte parcuri se găsesc împrăștiate pe suprafața orașului, parcurile mai mari și plajele fiind localizae lângă Insula Castle (care nu face parte din BHINRA, și este în ziua de azi conectată la continent);Charlestown;Dorchester, South Boston, malurile East Boston.

## Cartiere
Boston este denumit câteodată "orașul cartierelor" din cauza profunzimii subsecțiunilor orașului. Orașul e format din 21 de cartiere oficiale.
Aceste cartiere sunt: Allston/Brighton, Back Bay, Bay Village, Beacon Hill, Charlestown, Chinatown/Leather District, Dorchester, Downtown/Financial District, East Boston, Fenway/Kenmore, Hyde Park, Jamaică Plain, Mattapan, Mission Hill, North End, Roslindale, Roxbury, South Boston, South End, West End și West Roxbury. 

## Clima
Boston are o climă temperat-continentală cu influențe maritime cauzate de poziționarea orașului pe coastă, un fenomen uzual orașelor poziționate pe coastă în regiunea New England. Clima este clasificată ca și continental-oceanică sau oceanică-subtropicală.Verile sunt calde,ploioase și umede și iernile sunt reci, înzăpezite și cu vânturi puternice venind dinspre Oceanul Atlantic.Primăvara și toamna sunt obișnuite temperaturile medii dar condițiile variază în funcție de vânt.

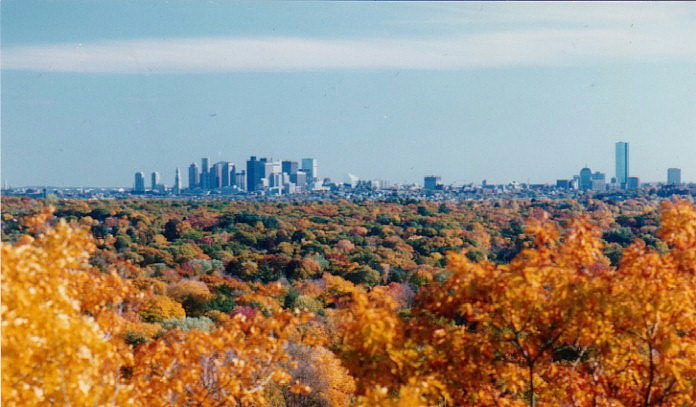
Pe fundal ansamblul celor mai înalte clădiri ale orașului Boston, și culorile aduse de venirea toamnei.

Cea mai caldă lună este iulie, cu o temperature medie de 73,9 °F (23,3 °C). Cea mai răcoroasă lună este ianuarie, cu o temperatură medie de 29,3 °F (-1,5 °C). De obicei vara temperaturile ating 90 °F (32 °C) pe de altă parte iarna atingând temperaturi medii de 10 °F (-12.2 °C) sau mai puțin depinzând de vântul marin. De obicei 14 zile pe an dau înspre temperaturi extreme, ultima temperatură negativă fiind înregistrată pe 24 ianuarie 2011.
Temperaturile au ajuns în Boston de la -28 °C la 40 °C înregistrate pe 9 februarie1934, respectiv pe 4 iulie 1911.
Poziționarea orașului Boston pe coastă Americii de Nord, deși temperaturile sunt moderate, fac orașul foarte predispus la influențele nord-estice, care pot aduce precipitații(zăpadă multă și ploaie: în medie 42.5 inci / 1.080 mm de precipitații pe an și 41.8 inci / 106 cm ninsoare pe an). Cantitatea de ninsoare crește dramatic dinspre partea centrală a orașului înspre exterior. Cele mai multe căderi de zăpadă au loc din decembrie până în martie. Nu se înregistrează de obicei căderi de zăpadă în aprilie și noiembrie, iar zăpada este rară în mai și octombrie.

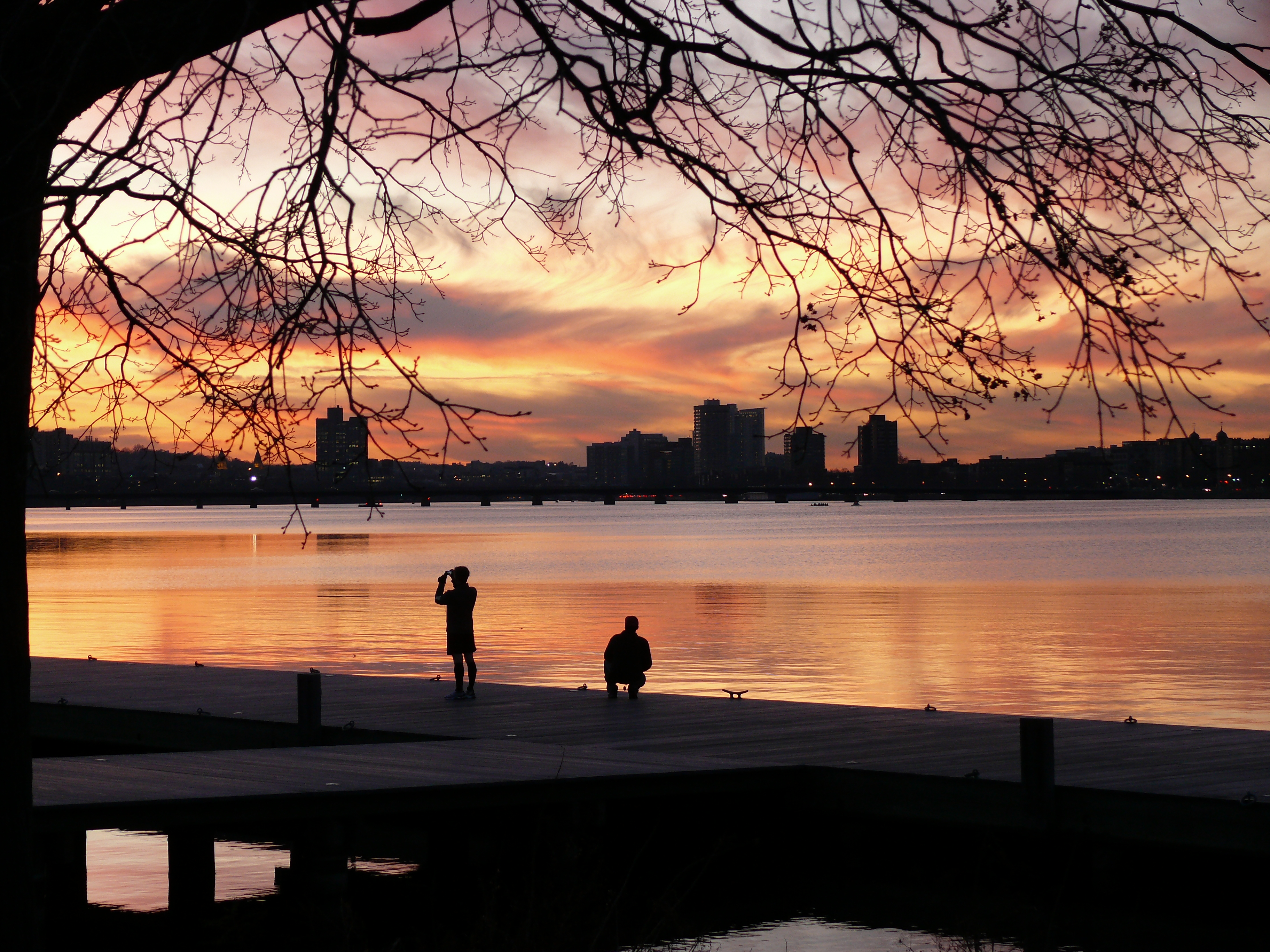
Apus de soare pe râul Charles,Boston,SUA.

Ceața este răspândită, în special primăvară și la începutul verii, și furtunile tropicale ocazionale sau uraganele pot amenința regiunea, în special la începutul toamnei.Datorită poziției sale de-a lungul coastei Atlanticului de Nord, orașul este adesea afectat briza mării, în special la sfârșitul primăverii anului, atunci când temperatura apei este destul de mică și temperaturile pe coastă pot ajunge la 20 °F (11 °C) uneori și mai puțin spre mijlocul zilelor. Din mai până în septembrie, orașul are parte de uragane, vânturi dăunătoare, grindină și ploi grele. Deși centrul orașului Boston nu a fost afectat de o tornadă, orașul în sine a văzut cota sa justă de avertismente de tornade, dar furtunile dăunătoare sunt mai frecvente în zonele de nord, vest, și nord-vest a orașului.

## Denumiri familiare
Orașul Boston mai este supranumit în mod familiar în mai multe feluri, în funcție de tradiție și de diverse întâmplări. Denumirea Orașul de pe colină (în engleză, The City on a Hill) provine din scopul declarat al guvernatorului coloniei Massachusetts (devenită ulterior statul Massachusetts), John Winthrop, care dorise să creeze un fel de "Oraș pe colină" în sensul originar biblic al acestuia. Se referă, de asemenea, la cele trei coline ale Boston-ului. Orașul fasolei (Beantown) se referă la comercianții din anii timpurii ai orașului care aveau obiceiul de a vinde fasole gătită cu melasă importată. The Hub, Centrul, este o formă prescurtată a frazei pompoase The Hub of the Solar System, sau chiar a mult mai bombasticei The Hub of the Universe, care aparține scriitorului William Tudor (1779 - 1830), cofondator al revistei North American Review, care a mai "botezat" orașul și ca fiind "Atena Americii" (Athens of America), datorită marii sale influențe culturale și intelectuale. Câteodată orașul Boston mai este numit și Orașul puritan (Puritan City) pentru că fondatorii săi erau puritani. Este, de asemenea, numit Leagănul Libertății (The Cradle of Liberty) datorită rolului esențial avut de bostonieni în pregătirea și declanșarea Revoluției Americane.

## Echipe sportive
| Club                   | Divizie                         | scope=" col" \| Sport      | Stadion principal     | Data înfințării | Campionate                           |
| ---------------------- | ------------------------------- | -------------------------- | --------------------- | --------------- | ------------------------------------ |
| Boston Red Sox         | Major League Baseball           | Baseball                   | Fenway Park           | 1901            | 7 World Series Titles 12 AL Pennants |
| New England Patriots   | National Football League        | Fotbal american            | Gillette Stadium      | 1960            | 3 titluri Super Bowl                 |
| Boston Celtics         | National Basketball Association | Basket                     | TD Banknorth Garden   | 1946            | 16 titluri NBA                       |
| Boston Bruins          | National Hockey League          | Hockey                     | TD Banknorth Garden   | 1924            | 5 Stanley Cups                       |
| New England Revolution | Major League Soccer             | Fotbal                     | Gillette Stadium      | 1995            | 1 cupă U.S. Open 2 Champions' Cups   |
| Boston Cannons         | Major League Lacrosse           | Lacrosse (în aer liber)    | Harvard Stadium       | 2001            | Nici o performanță                   |
| Boston Blazers         | NLL                             | Lacrosse (pe teren închis) | TD Banknorth Garden   | 2008            | Nici o performanță                   |
| New England Riptide    | National Pro Fastpitch          | Softball                   | Martin Softball Field | 2004            | 1 cupă Cowles                        |

## Guvernământ

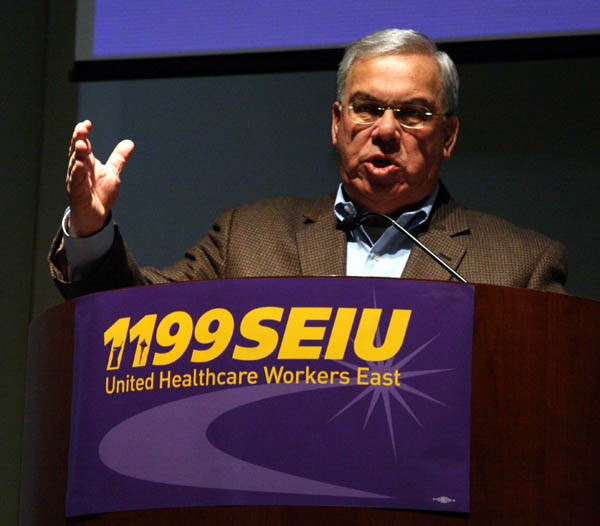
Thomas M. Menino, primarul actual al orașului Boston.

Boston are un sistem bazat pe un primar puternic-consiliu de guvernare în care primarul este investit cu largi prerogative executive. Primarul este ales pentru un mandat de patru ani prin Vot uninominal. Actualul primar din Boston este Thomas Menino. El a fost ales în 1993 și a fost reales în 2009 pentru un al cincilea mandat, cel mai lung din istoria Bostonului. Consiliul Boston City este ales la fiecare doi ani. Există nouă locuri de district, fiecare ales de către locuitorii din circumscripția respectivă, prin vot uninominal, și patru locuri mari. Fiecare alegător votează de până la patru ori pentru consilieri mari, cu nu mai mult de un vot pentru fiecare candidat. Candidații cu cele mai multe voturi sunt aleși. Președinte al consiliului orașului este ales de către consilierii din cadru. Comisia școlară pentru școlile publice Boston este numită de către primar. Boston Redevelopment Authority și Zoning Board of Appeals (un organism de șapte persoane desemnat de către primar) să împartă responsabilitatea pentru amenajarea teritoriului.

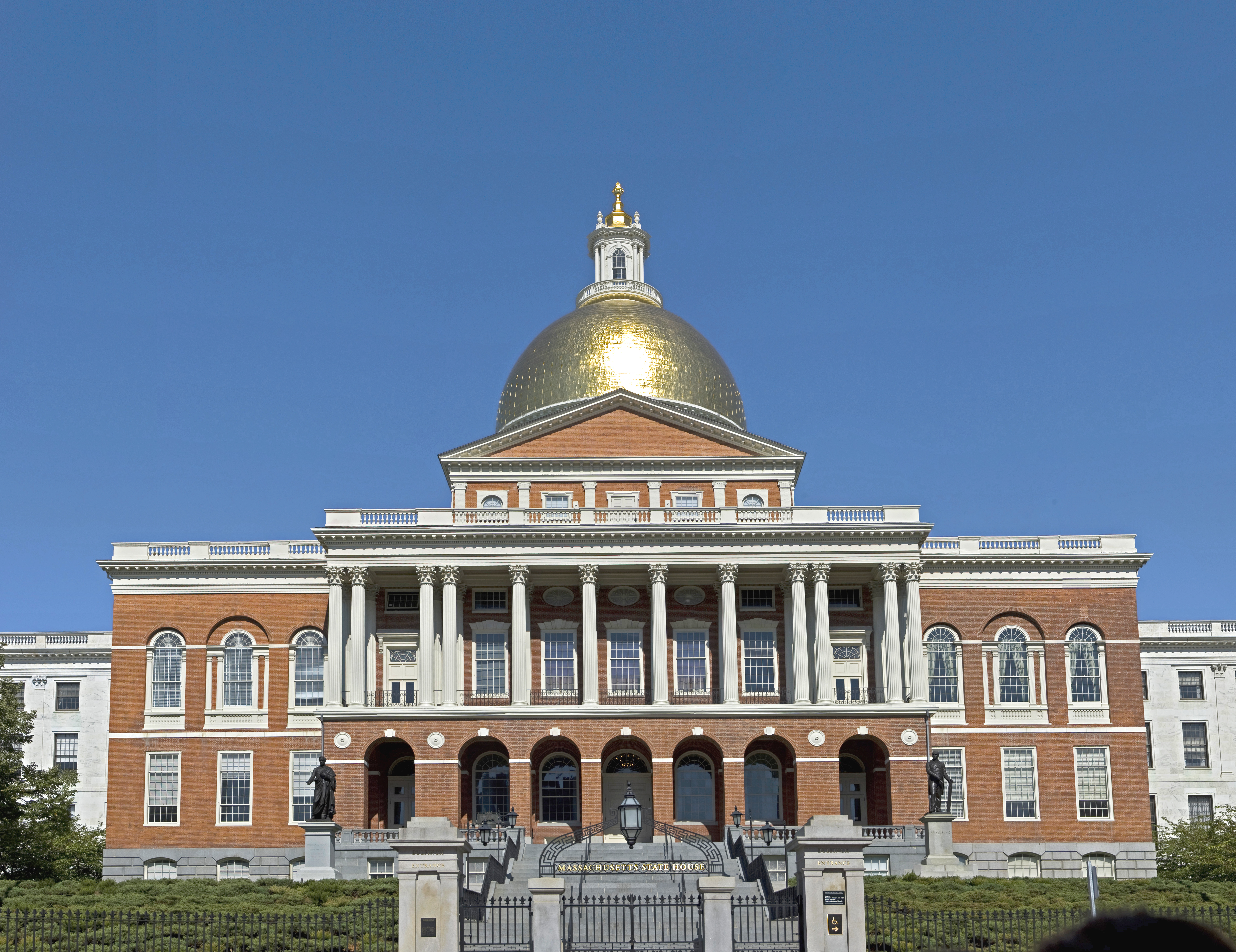
Casa Guvernului localizată în Massachusetts, descrisă de Oliver Wendell Holmes,Sr. într-o colecție de eseuri din 1858 ca "Mijlocul Sistemului Solar"

Massachusetts State House, descris de Oliver Wendell Holmes, Sr. într-o colecție de eseuri 1858 ca "Hub din Sistemul Solar"  
În plus față de guvernul orașului, numeroase comisii și autorități de stat, inclusiv Departamentul Massachusetts de conservare și de recreere, Comisia Sănătate Publică Boston, precum și Massachusetts Port Authority (Massport), joacă un rol în viața bostonienilor. Ca și capitala statului Massachusetts, Boston joacă un rol major în politica de stat. Orașul are mai multe proprietăți referitoare la guvernul federal al Statelor Unite, inclusiv John F. Kennedy Federal Office Building și Thomas P. O'Neill Federal Building. Boston de asemenea servește ca și casa United States Court of Appeals for the First Circuit și a United States District Court for the District of Massachusetts; Boston este și sediu al Băncii Federale Boston(Primul District al Rezervei Federale).
Federal, Boston face parte din al 8-lea și al 9-lea district congresional din Massachusetts, reprezentat de Mike Capuano, ales în 1998. și Stephen Lynch, ales în 2001; amândoi sunt democrați. Membrul senior al statului din  Senatul Statelor Unite ale Americii este democratul John Kerry, ales în 1984. Membrul junior al statului din Senatul Statelor Unite ale Americii este republicanul Scott Brown, ales în 2010 pentru a umple locul liber cauzat de moartea Senatorului Democratic Edward Kennedy.

## Educație
Reputația statului Boston ca centru intelectual, "Atena Americii", derivă în mare parte din activitățile de învățare și cercetare din mai mult de 10 de universități și colegii amplasate în zona Greater Boston, cu mai mult de 250.000 studenți mergând la universități din Cambridge și Boston. În cadrul orașului, Boston University are un renume ca al 4-lea cel mai mare angajator din oraș și menține un campus de-a lungul râului Charles River pe Commonwealth Avenue și campusul medical în South End. Northeastern University, o altă mare universitate privată, este localizată în zona Fenway, și este cunoscută pentru școlile de Business și Sănătate și programul de educație cooperativă. Suffolk University, a 3-a cea mai mare universitate din Boston,  este localizată în aria Beacon Hill, și este cunoscută pentru școala de drept și programele de business. Colegiul Boston, o universitate privată Catolică-Iezuită, al cărei campus original era localizat în South End, acum se întinde pe granița Boston-Newron, planificat să se extindă mai mult în Boston. Singura universitate publică este University of Massachusetts Boston, în Columbia Point în Dorchester. Roxbury Community College și Bunker Hill Community College sunt cele două colegii publice ale orașului.

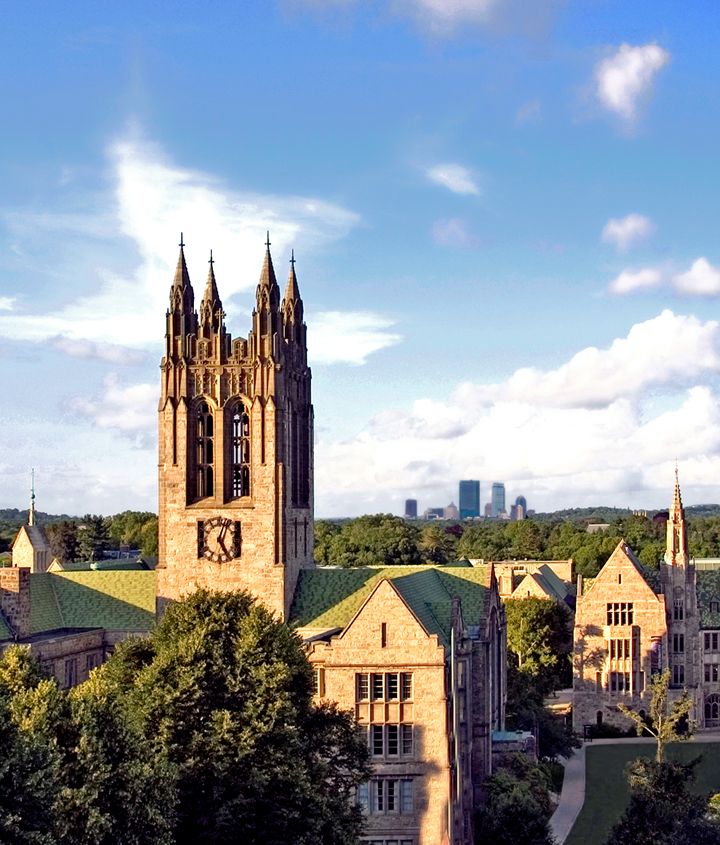
Colegiul Boston, cu orizontul din Boston în fundal

Boston are câteva universități și colegii private mai mici. Emmanuel College, Massachusetts College of Art and Design, Massachusetts College of Pharmacy and Health Sciences, Simmons College, Wheelock College, și Wentworth Institute of Technology sunt membrii fondatori a Colleges of the Fenway și sunt localizate adiacent în Northeastern University. New England School of Law, o mică școală privată de drept, amplasată în districtul teatral, a fost primar construită ca prima școală de drept pentru femei din America. Emerson College, o mică școală privată cu o reputație puternică în arte, jurnalism, literatură și film, este localizată lângă Boston Common.
Boston găzduiește de asemenea mai multe conservatoare și școli de artă, incluzând Institutul de Artă din Boston (Lesley University), Massachusetts College of Art, New England Institute of Art, New England School of Art and Design (Suffolk University), și New England Conservatory (cel mai vechi conservator independent din Statele Unite). alte conservatorii includ și Boston Conservatory, School of the Museum of Fine Arts și Berklee College of Music.
Mai multe universități naționale amplasate în afara Bostonului au o prezență majoră în oraș.  Universitatea Harvard, cea mai veche din țară,  se află după râul Charles în  Cambridge, Massachusetts. Școlile de business și de medicină se află în Boston și există planuri adiționale pentru expansiunea în cartierul Allston. Institutul de Tehnologie din Massachusetts(MIT), originar din Boston și cunoscut sub numele de "Boston tech", s-a mutat pe cealaltă parte a râului Charles River în Cambridge în anul 1916. Universitatea Tufts își administrează școala medicală și dentală adiacent Centrului Medical Tufts, o instituție academică cu 451 de locuri, care găzduiește un spital pentru adulți și Floating Hospital for Children.
Școlile Publice Boston, cel mai vechi sistem de școli publice din S.U.A. are 57.000 de elevi de la creșă până în clasa a doisprezecea. 145 de școli aparțin acestui sistem, incluzând Boston Latin School (cea mai veche școală publică din Statele Unite, construită în 1635 care, împreună cu Boston Latin Academy și John D. O'Bryant School of Math&Science, sunt școli publice cu examene de mare prestigiu care admiteau studenți din clasa a 7-a până în clasa a 9-a), English High( cel mai vechi liceu din Statele Unite, construită în 1821), și Mather School (cea mai veche școală primară , construită în 1639). În 2002, Forbes magazine a plasat Boston Public Schools ca cel mai mare sistem municipal de școli din țară, cu o rată de absolvire de 82%. În 2005, populația de studenți din cadrul sistemului de școli era de 45.5% afro-americani/negri, 31.2% hispanici sau latino, 14% albi, 9%asiatici, comparat cu 24%, 14%, 49% respectiv 8% din întreg orașul. Orașul are de asemenea școli private, parohiale și școli bazate pe donații și aproximativ 3000 studenți aparținând minorităților rasiale frecventează școlile suburbane prin Metropolitan Educational Opportunity Council, sau METCO.

## Sănătate
Longwood Medical and Academic Area este o regiune din Boston cu o concentrare mare de facilități medicale și de cercetare, incluzând Beth Israel Deaconess Medical Center, Brigham și Women's Hospital, Children's Hospital Boston, Dana-Farber Cancer Institute, Harvard Medical School, Harvard School of Public Health, Harvard School of Dental Medicine și Massachusetts College of Pharmacy and Health Sciences.Massachusetts General Hospital is near the Beacon Hill vecinatate, cu Massachusetts Eye and Ear Infirmary and Spaulding Rehabilitation Hospital aproape St. Elizabeth's Medical Center este în Brighton Center al cartierului Boston's Brighton . New England Baptist Hospital se află în Mission Hill. Boston are centre medicale pentru veterani în cartierele Jamaica Plain și West Roxbury. Boston Public Health Commission, o agenție a guvernului Massachusetts, are în vedere problemele de sănătate ale locuitorilor statului Massachusetts.

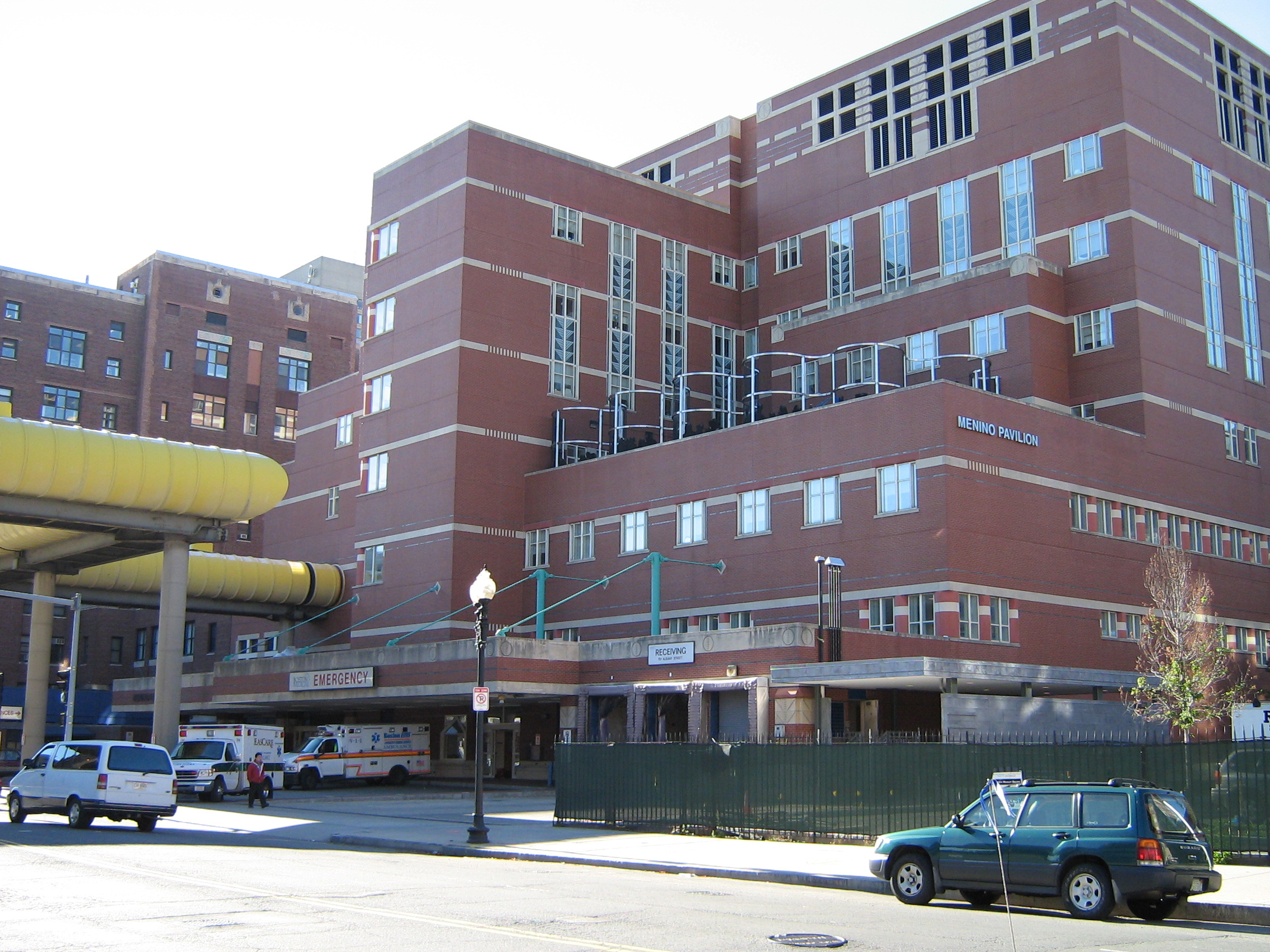
Pavilionul Medical din Centrul Medical Boston

Multe din facilitățile medicale sunt asociate cu universități. Facilitățile din zona Longwood Medical and Academic Area și din Massachusetts General Hopsital sunt bine cunoscute pentru cercetări medicale afiliate cu Harvard Medical School. Tufts Medical Center (original Tufts- New England Medical Center), amplasat în porțiunea sudică a cartierului Chinatown, este afiliat cu Tufts University School of Medicine, Boston Medical Center, amplasat în cartierul South End, este facilitatea primară de învățământ a Boston University Hospital și Boston City hospital,care a fost primul spital municipal din Statele Unite.

## Utilitati

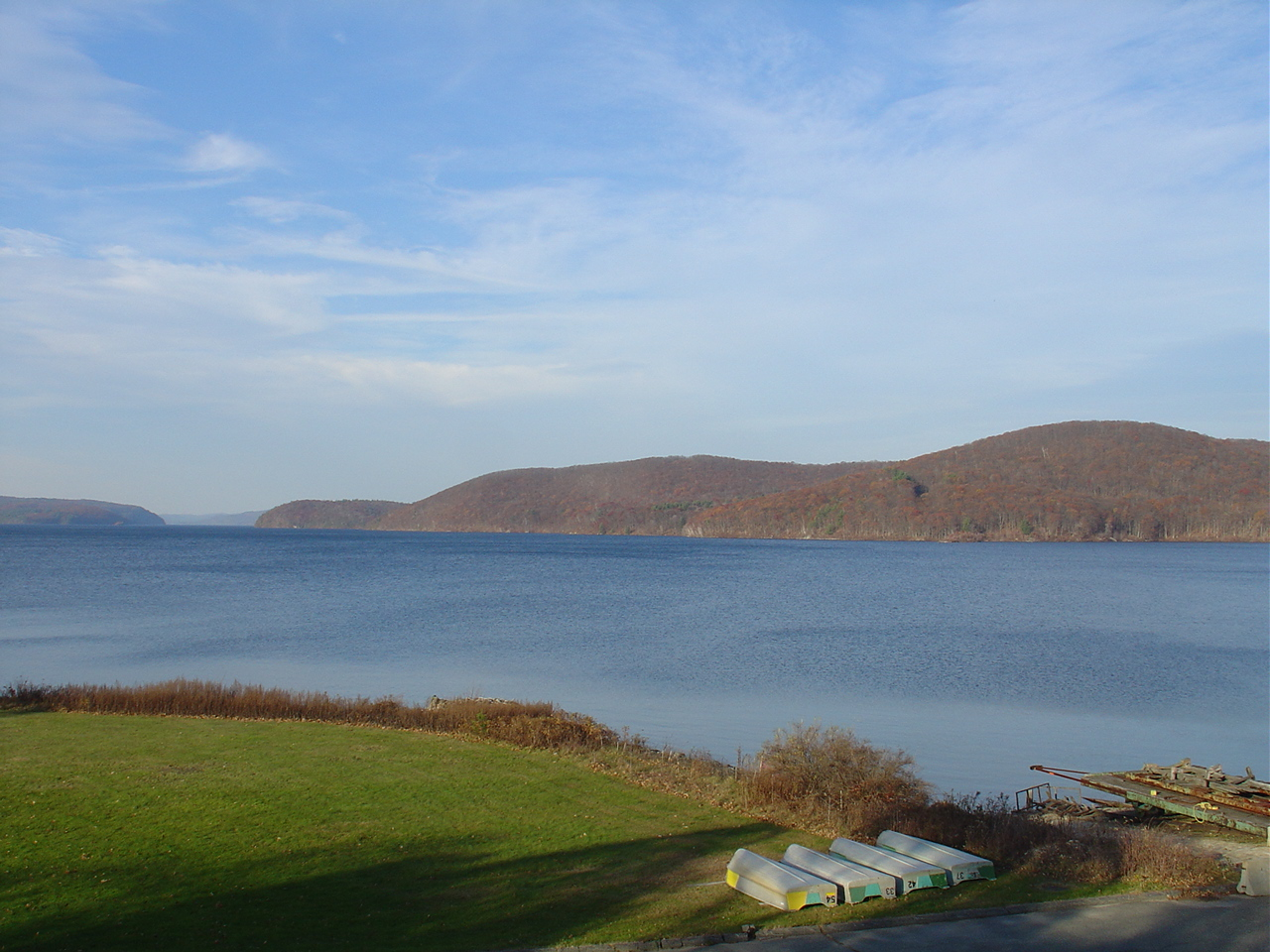
Rezervorul Quabbin e cel mai mare rezervor de apă din Boston

Serviciile de rezervă a apei și de canalizare sunt făcute de Boston Water and Sewer Commission. Comisia cumpără apă și servicii de canalizare de la Massachusetts Water Resources Authority. Apele orașului vin din Quabbin Reservoir și din Watchusett Reservoir, care sunt la aproximativ 65 de mile(105 km) respectiv 35 de mile (56 km) în Vestul orașului. NSTAR este distribuitorul exclusiv de curent electric în oraș, dar, din cauza întreruperilor și penelor, clienții au alegerea de a apela la companiile de curent electric. Gazele naturale sunt distribuite de National Grid plc( original KeySpan, compania succesoare companiei Boston Gas); numai clienți comerciali sau industriali pot alege o altă variantă de companie de gaz. Serviciile municipale de încălzire sunt date de Veolia Energy North America și de filiala ei Trigen Energy Corporation; care comprimă problemele anterioare ale defunctei companii Boston Heating Company.
Verizon, o companie succesoare companiei New England Telephone, NYNEX,Bell Atlantic, și, mai înainte, Bell System, este furnizorul de servicii telefonice prin fir principal din zonă. Serviciile telefonice sunt de asemenea disponibile de la Comcast și RCN, cu acces la Internet de bază largă furnizate de aceleași companii din zone specifice. Mulți furnizori DSL sunt capabili să furnizeze Internet de bandă largă prin liniile telefonice deținute de Verizon. Galaxy Internet Services (GIS) au urcat în linia întâi pentru a instala Internet pe bandă largă WiFi în orașul Boston. Sunt făcute mai multe încercări de a crește accesul la internet în oraș de oficialii orașului Boston, orașul fiind unul din multele orașe din S.U.A. care concurează pentru a fi un viitor mediu de testare pentru rețeaua Google Fiber pentru internet de mare viteză. Orașul a fost denumit de oficialități ca fiind "Google Ready" și au fost create forumuri publice pentru a ajuta la conducerea inițiativei în favoarea orașului Boston.

## Transport
Aeroportul Internațional Logan, plasat în cartierul East Boston, are cel mai aglomerat serviciu de pasageri pentru Boston. În vecinătatea orașului sunt trei aeroporturi mari: Aeroportul Municipal Beverly la nord, Hanscom Field în Bedford, la vest, și Aeroportul Memorial Norwood, la sud.

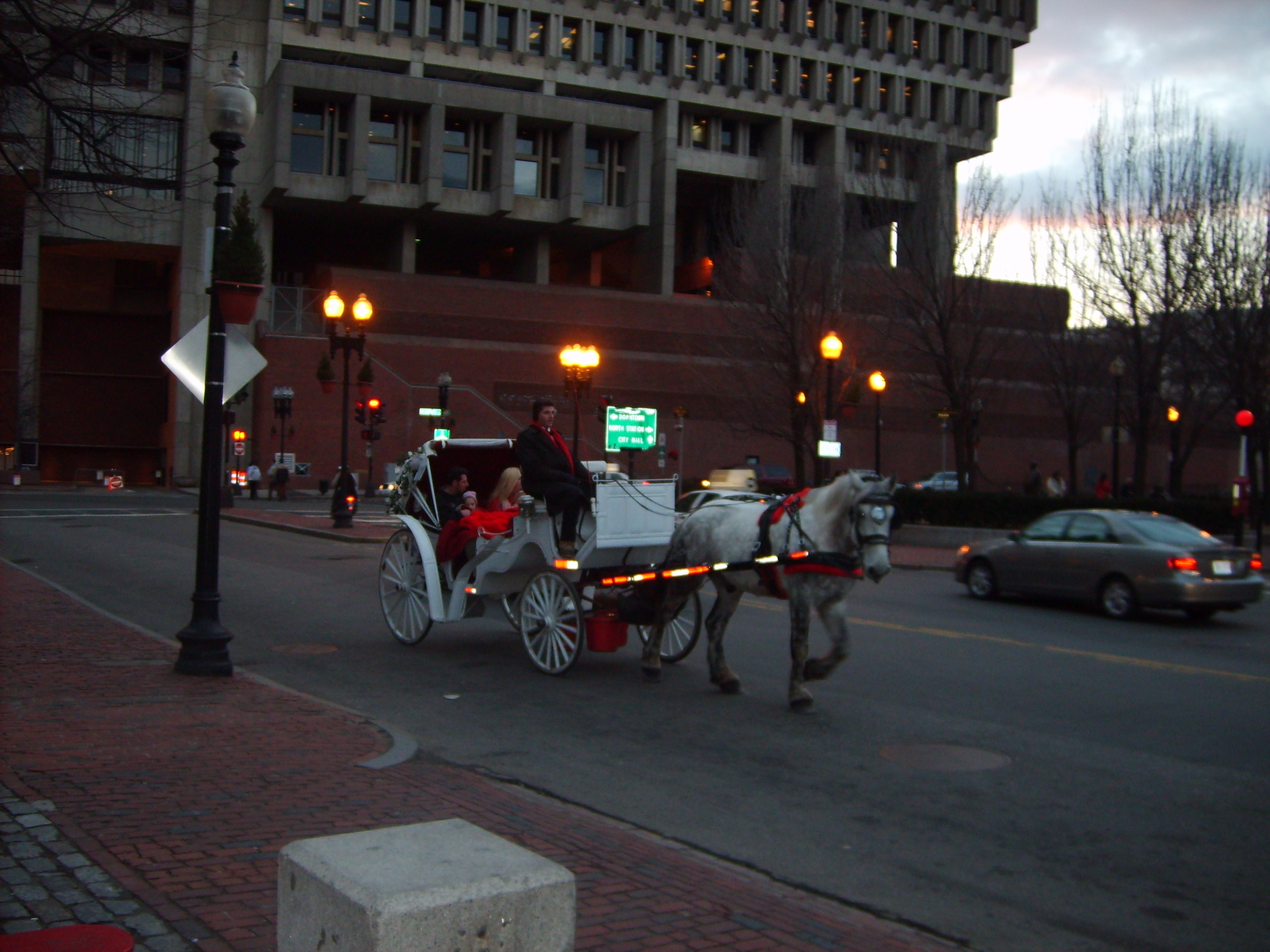
Multe dintre orașele din Boston erau construite pentru cai și căruțe. Unele căruțe încă mai există pentru transportul turiștilor

Străzile din centrul orașului Boston nu au fost organizate pe un șablon , ci s-au dezvoltat pe o schemă șerpuită, organică, de la începuturile secolului XVII. Acestea au fost construite după nevoie,  iar podurile și gropile de gunoi au expandat regiunea micii peninsule Boston. Împreună cu unele sensuri giratorii, drumurile își schimbă numele și își adaugă sau pierd benzi de circulație aparent la întâmplare. În constrast, străzile din cartierele Back Bay, East Boston, South End și South Boston urmează un șablon.
Boston este limita de est a autostrăzii trans-continentale  I-90, care traversează Massachusetts-ul prin Massachusetts Turnpike.

## Personalități născute aici
- Charles Sumner (1811 - 1874), om de stat;
- Albert Henry Munsell (1858 - 1918), pictor;
- Robert Livermore (1909 - 1991), schior;
- Edward Kennedy (1932 - 2009), politician;
- Walter Gilbert (n. 1932), chimist, Premiul Nobel pentru Chimie;
- Lew Rockwell (n. 1944), scriitor, activist;
- James Taylor (n. 1948), muzician;
- Allison Janney (n. 1959), actriță;
- Amor Towles (n. 1964), scriitor;
- Jim Vesey (n. 1965), jucător de hochei pe gheață;
- Carolyn R. Bertozzi (n. 1966), chimistă, Premiul Nobel pentru Chimie;
- Connie Britton (n. 1967), actriță, cântăreață;
- Mark Wahlberg (n. 1971), actor;
- Misha Collins (n. 1974), actor;
- Alicia Sacramone (n. 1987), gimnastă;
- Sasha Calle (n. 1995), actriță;
- Maia Reficco (n. 2000), actriță, cântăreață.